# Stephanandra
Genre
Stephanandra est un genre de plantes à fleurs de la famille des rosacées.

## Liste d'espèces
Selon ITIS :
- Stephanandra incisa (Thunb.) Zabel